# Matías Villavicencio
Matías Sebastián Villavicencio (Berazategui, 18 de septiembre de 1981) es un exfutbolista argentino. Jugaba de defensor y su último equipo fue Berazategui de la Primera C. Actualmente es ayudante de campo de Lucas Pusineri en Atlético Tucumán.

## Trayectoria
El punto más alto en su carrera fue en Independiente, donde consiguió el Torneo Apertura 2002.[cita requerida]
El 29 de julio de 2010, Villavicencio firmó un año de contrato con Shanghái Shenhua de la Superliga de China.
En 2012, regresó a Olimpo donde disputó su segunda etapa en el club.[cita requerida]
A fines de diciembre de 2015, fichó por Gimnasia y Esgrima de Mendoza para disputar el Torneo Federal A 2016.

## Clubes

### Como jugador
| Club                 | País      | Año         |
| -------------------- | --------- | ----------- |
| Independiente        | Argentina | 2001-2004   |
| Huracán              | Argentina | 2005        |
| Olimpo               | Argentina | 2005-2008   |
| San Martín (T)       | Argentina | 2008-2009   |
| Atlético Tucumán     | Argentina | 2009-2010   |
| Shanghái Shenhua     | China     | 2010        |
| Ferro Carril Oeste   | Argentina | 2011        |
| Central Norte        | Argentina | 2011-2012   |
| Olimpo               | Argentina | 2012-2013   |
| Deportivo Morón      | Argentina | 2013-2014   |
| Textil Mandiyú       | Argentina | 2014        |
| San Martín (T)       | Argentina | 2015        |
| Gimnasia (M)         | Argentina | 2016        |
| Gimnasia y Tiro      | Argentina | 2016 - 2017 |
| Argentino de Quilmes | Argentina | 2017 - 2018 |
| Berazategui          | Argentina | 2018 - 2019 |

### Como asistente técnico
| Club             | País      | Año             |
| ---------------- | --------- | --------------- |
| Independiente    | Argentina | 2020 - 2021     |
| Atlético Tucumán | Argentina | 2022 - Presente |

## Palmarés

### Campeonatos nacionales
| Título             | Club          | País      | Año     |
| ------------------ | ------------- | --------- | ------- |
| Primera División   | Independiente | Argentina | A-2002  |
| Primera B Nacional | Olimpo        | Argentina | 2006/07 |